# Trollkarlen från Lublin (roman)
Trollkarlen från Lublin (jiddisch (transkriberat): Der Kunzenmacher fun Lublin) är en roman av Isaac Bashevis Singer. Romanen publicerades, liksom flera andra av Singers romaner, ursprungligen som följetong i den judisk-amerikanska tidningen Jewish Daily Forward (New York) 1959. En bearbetad version utkom 1960 i engelskspråkig översättning under titeln The Magician of Lublin.

## Handling
Romanen utspelas i Polen på 1800-talet och berättar historien om Jascha Masur, en trollkonstnär och kvinnokarl, som drivs allt längre in i ett liv av lögner och försök till brott. Sedan hela hans tillvaro rasat samman, stänger han in sig själv i en cell utan fönster och dörrar för att göra bot och bättring och för att kunna motstå omvärldens lockelser.